# 尤爾基夫齊 (塔拉拉伊夫卡區)
50°46′44″N 32°56′21″E / 50.77889°N 32.93917°E
尤爾基夫齊（烏克蘭語：Юрківці），是烏克蘭北部的村莊，隸屬切爾尼希夫州的普里盧基區。該村處於雷索希爾河畔，始建於1629年，面積1.95平方公里，海拔高度157米，2001年人口285。